# Everglow (песня)
«Everglow» (в пер. со сленг. англ. «Истинное счастье», дословно: «Постоянный блеск») — песня британской рок-группы Coldplay, промосингл альбома A Head Full of Dreams, выпущенный 26 ноября 2015 года.

## Написание и тематика
«Everglow» основана на проникновенной мелодии на пианино в тональности Ми мажор в темпе 72 удара в минуту. Последовательность аккордов варьируется между C#m-A-E-G#m7 и C#m-A-E-B.
Название «Everglow» произошло из сленгового выражения, услышанного Мартином от некого серфингиста, с которым тот разговорился во время пребывания на море: «…Этот парень походил на Шона Пенна из фильма „Весёлые времена в школе Риджмонт“, он говорил: „Йо, чувак, я сделал это на днях, это доставило мне истинное наслаждение!“. И мне подумалось: „Какое прекрасное слово“. Вот когда песня окончательно сформировалась.».
По словам лидера Coldplay, это песня «об устойчивой искре отношений»:
Для меня — любимая, или ситуация, или друг, завершённые отношения или кто-то отошёл в мир иной — мне действительно кажется, что, пройдя через печаль в результате какого-то события, вы ощущаете everglow.
В «Everglow» звучит вокал бывшей жены Мартина Гвинет Пэлтроу. Комментируя вклад Пэлтроу, Мартин сказал, что это было «просто по дружбе».

## Релиз и отзывы критиков
Премьера песни состоялась в радиоэфире Beats 1, концертное исполнение — на премьере альбома A Head Full of Dreams на iHeartRadio 19 ноября 2015 года. В 2016 году отдельным синглом вышла версия на рояле.
The Telegraph в обзоре альбома написала, что «Everglow» — это «песня о любви и восхищении, которые способны пережить разрыв». The Guardian посчитала песню «невзрачной пиано-балладой, звучащей так, как представляют себе звучание Coldplay их ненавистники».
Журналы NME и Pitchfork сочли её «очередным открытым письмом Гвинет Пэлтроу» и окончанием данной «саги» залогом устойчивой дружбы.

## В записи участвовали
| Coldplay - Крис Мартин — вокал, пианино, акустическая гитара; - Джонни Баклэнд — электрогитара; - Гай Бэрримен — бас-гитара; - Уилл Чемпион — ударные, drum pad, перкуссия, бэк-вокал | приглашённые музыканты - Гвинет Пэлтроу — бэк-вокал; - Давид Росси — струнные; - Миккел Сторлеер Эриксен, Тор Эрик Хермансен, Рик Симпсон — различные инструменты, продюсирование, микширование; |